# Dominic Canzone
Dominic Gene Canzone (Cleveland, Ohio, 16 de agosto de 1997), más conocido como Dominic Canzone, es un jugador profesional estadounidense de béisbol que se desempeña en la posición de jardinero derecho en Seattle Mariners, equipo de las Grandes Ligas de Béisbol (MLB).

## Carrera
Canzone hizo su debut en la MLB con el equipo Arizona Diamondbacks, en el cual jugó una temporada (2023), después pasó a Seattle Mariners, donde lleva jugando dos temporadas.